# Publius Terentius Afer

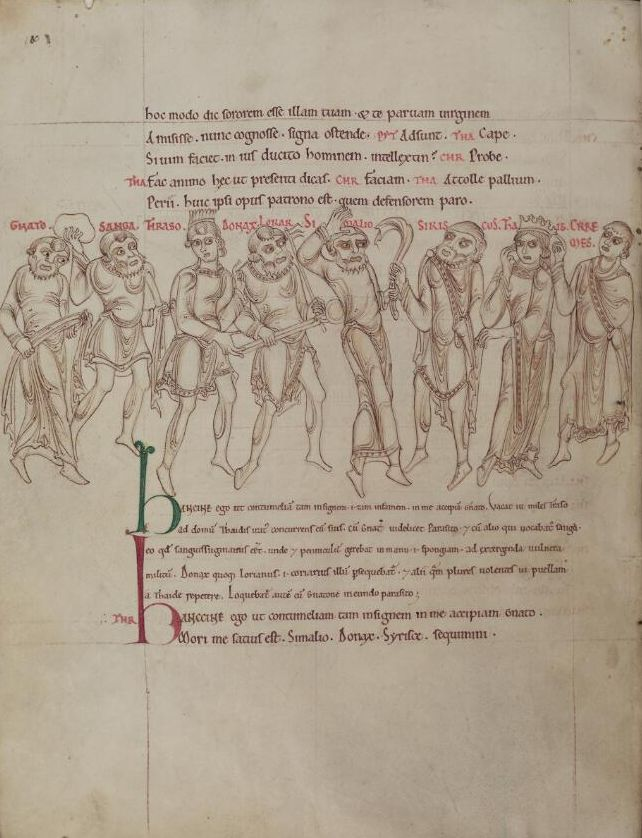
Terentius vígjátékainak latin nyelvű, illusztrált kéziratának egy lapja, 12. század közepe, Bodleian Library

Terentius, teljes nevén Publius Terentius Afer (Karthago, Kr. e. 185 körül – ?, Kr. e. 159) római költő, vígjátékíró.

## Élete
Kr. e. 185-ben vagy a Kr. előtti 190-es évek elején született, valamelyik afrikai (líbiai vagy numida) törzsből. Rabszolgaként került Rómába, ahol szerencséjének csillaga a műértő és műkedvelő Lucanus senator házába vezette. Tehetsége és szép testalkata miatt Lucanus kiműveltette és később felszabadította.
Az ifjú Terentius irodalmi pályára lépett és a fabula palliata típusú vígjáték művelésére adta magát. Kapcsolatba került a görög kultúra elterjedését pártoló Scipio Africanus Minorral és Laeliusszal, elsajátította a görög műveltséget és finom társalgás nyelvét. Irigyei elterjesztették, hogy ők is társai voltak műveinek megírásában. Terentius erre egyik darabjában azt válaszolta, hogy büszke az ilyen munkatársakra, azután folytatta színműirói tevékenységét. Első vígjátéka, az Andria 166-ban került színre, és összesen hat darabja került előadásra. 160-ban tanulmányútra ment Görögországba, ahol azután meghalt.

## Vígjátékainak stílusa
Darabjai (Andria, Eunuchus, Heautontimorumenos, Adelphoe, Hecura, Phormio) mind ránk maradtak. Közülük az első négyet Menandrosz, az utolsó kettőt Apollodórosz után készítette. A Scipiók körében szerzett magasabb műveltsége, viszonyai és helyzete, valamint egyéni hajlamai is magukkal hozták, hogy vígjátékainak iránya alapjában ellentétes Plautuséval.
Terentius a görög mintákhoz sokkal hívebben ragaszkodik, mint Plautus, a görög jelleget (még a címekben és a maga kigondolta személynevekben is) mindenütt megőrzi. A római viszonyokra semmi sem emlékeztet darabjaiban. Nála a comoedia ismét társalgó darab, mint az új attikaiaknál, kerül minden durvább komikumot, bohózatot, drasztikus epizódot. Művészetének súlypontja a jellemek fejlődésében és a cselekmény megfelelő motiválásában rejlik; a cselekmény szálait nem vágja el önkényesen, és az egész egységesen és következetesen épül fel. Dialógusa nyugodt, a lírai elem háttérbe szorul. A Plautus-darabok változatosságát, pergő ritmusát hiába keresnénk nála.
Nyelvhasználatában nem találjuk az utca komikus elferdítéseit, a népies nyelv tőrőlmetszett hajtásait, hanem helyette a görög műveltségű előkelők finom társalgásának hangját, a Scipiók körének elegáns latinságát, a szalon nyelvét, melyről egy Caesar és Cicero is elismeréssel nyilatkozik. (Caesar fél-Menandrosnak nevezte.) Terentius csupa finomság és önmérséklet. Világa teljesen urbánus, alakjai, még a szabadszájú rabszolgák is, jólneveltek és unalmasak, mint gazdáik. A humanisztikus magatartás első latin költője. Tőle származik a híres mondás is: „homo sum, nil humani alienum esse puto”. (Ember vagyok, semmi emberit nem érzek idegennek.)

## Darabjainak utóélete
A közönség tetszését azonban nem tudta megnyerni, egyik-másik darabjával bukott is. Halála után még egy ideig színre kerültek vígjátékai, de azután teljesen Plautus nyers, népies komikuma jutott diadalra. Terentius jó időre letűnt a színpadról.
Nyelve azonban megszerezte a következő századok műveltjeinek tetszését. Foglalkoztak vele irodalomtörténetírók, életírók, régiségkutatók, és e kutatások Varróban találtak összefoglalóra és betetőzőre; munkásságából erednek azok a feljegyzések is, melyek Terentius darabjainak külső történetét adják.
Kedvvel olvasták Terentiust a középkorban, az iskolákban előadták – elterjedtségét jelzi, hogy Hrotsvitha apácanő kifejezetten Terentius hatásának ellensúlyozására írt keresztény témájú darabokat írni. Még az újkorban is a vígjáték tanítómesterének tekintették művészi sajátságai miatt (Lessing: Hamburgi dramaturgia).

## Ránk maradt vígjátékai
- Andria (az androszi leány)
- Hecyra (az anyós)
- Heautontimorumenos (az önmagát kínzó)
- Eunuchus (a herélt)
- Phormio (a darabban előforduló parazita neve)
- Adelphoe (a testvérek).

## Magyar kiadásban
- Két komédia; ford. Kovásznai Sándor / Plautus: Mostellaria vagy A kisértetről / Terentius: Andria vagy Az andrusi leány; Református Collegium Ny., Kolozsvár, 1782
- Az androszi leány. Vígjáték; ford. Kis János; Ellinger Ny., Kassa, 1829
- Plautus Mosteláriája és Terentius Andriája. Kovásznai Sándor által; Burián Ny., Kolozsvár, 1836
- Fitestvérek; iskolai használatra prózaford. Molnár Samu; Lampel, Bp., 1895 (Római remekírók)
- Publius Terentius Afer Vígjátékai; ford. Kis Sándor; MTA, Bp., 1895
- Plautus, Terentius: Római vígjátékok; ford. Devecseri Gábor, Kárpáty Csilla, bev. Kovács Endre; Európa, Bp., 1961 (A világirodalom klasszikusai)
- Phormio / Az élősdi. Vígjáték; ford., jegyz., tan. Maróti Egon, bev. Trencsényi-Waldapfel; Akadémiai, Bp., 1961 (Görög és latin írók)
- Az androsi lány. Andria; ford. Kárpáty Csilla, utószó Deák Tamás; Kriterion, Bukarest, 1973 (Drámák)